# Kappō
Kappō (jap. 活法, dt. „Wiederbelebungsmethode“) ist eine alte Heilmethodensammlung aus Japan, die Maßnahmen zur Ersten Hilfe und weiteren gesundheitlichen Problemen enthält. Sie wird häufig von Lehrern der asiatischen Kampfkünste unterrichtet und wurde auch durch diese überliefert.
Im Westen ist sie unter „Kuatsu“ bekannt geworden.
Bei vielen Methoden kommen Schläge bzw. Perkussionstechniken zur Anwendung. Diese bewirken bestimmte Reflexe des Körpers, deren Wirkungsweisen heute durch die moderne Medizin geklärt sind. Es werden auch Griffe und weitere Arten von Maßnahmen gelehrt. Auch aus dem Übergangsbereich zum Shiatsu existieren Techniken, wobei diese im Gegensatz zu den meisten Kappō-Techniken auf der Manipulation von Meridianpunkten basieren.